# 1047
| [ Edytuj tabelę ]          |                                                          |
| Książę Polski              | - 1034 Kazimierz I Odnowiciel 1058                       |
| Król Angkoru               | - 1010 Surjawarman I 1048                                |
| Król Anglii                | - 1042 Edward Wyznawca 1066                              |
| Król Aragonii i Nawarry    | - 1035 Ramiro I 1063                                     |
| Hrabia Barcelony           | - 1035 Rajmund Berengar I 1076                           |
| Książę Bawarii             | - 1042 Henryk VII 1047 - 1047 interregnum 1049           |
| Książę Burgundii           | - 1032 Robert I 1076                                     |
| Cesarz Bizancjum           | - 1042 Konstantyn IX Monomach 1055                       |
| Cesarz Chin                | - 1022 Song Renzong 1063                                 |
| Książę Czech               | - 1035 Brzetysław I 1055                                 |
| Król Danii                 | - 1042 Magnus I Dobry 1047 - 1047 Swen II Estrydsen 1074 |
| Władca Egiptu              | - 1036 Al-Mustansir 1094                                 |
| Król Francji               | - 1031 Henryk I 1060                                     |
| Król Gruzji                | - 1027 Bagrat IV 1072                                    |
| Hrabia Holandii            | - 1039 Dirk IV 1049                                      |
| Cesarz Japonii             | - 1045 Go-Reizei 1068                                    |
| Kalif                      | - 1031 Al-Ka’im 1075                                     |
| Król Kastylii              | - 1035 Ferdynand I Wielki 1065                           |
| Wielki książę Kijowa       | - 1019 Jarosław Mądry 1054                               |
| Patriarcha Konstantynopola | - 1043 Michał I Cerulariusz 1058                         |
| Władca Korei               | - 1046 Munjong 1083                                      |
| Król Leónu                 | - 1037 Ferdynand I Wielki 1065                           |
| Król Norwegii              | - 1035 Magnus I Dobry 1047 - 1045 Harald III Srogi 1066  |
| Książę Obodrzyców          | - 1043 Gotszalk 1066                                     |
| Hrabia Palatynatu          | - 1045 Henryk I ze Szwabii 1061                          |
| Papież                     | - 1046 Klemens II 1047 - 1047 Benedykt IX 1048           |
| Hrabia Portugalii          | - 1028 Mendo III 1050                                    |
| Cesarz rzymski (niemiecki) | - 1046 Henryk III 1056                                   |
| Książę Saksonii            | - 1011 Bernard II 1059                                   |
| Król Szkocji               | - 1040 Makbet 1057                                       |
| Król Szwecji               | - 1022 Anund Jakub 1050                                  |
| Doża Wenecji               | - 1043 Domenico Contarini 1071                           |
| Król Węgier                | - 1047 Andrzej I 1061                                    |

Rok 1047 / MXLVII
stulecia: X wiek ~
XI wiek ~
XII wiek

lata: 1037 «
1042 «
1043 «
1044 «
1045 «
1046 «
1047
» 1048
» 1049
» 1050
» 1051
» 1052
» 1057

## Wydarzenia w Polsce
- Kazimierz I Odnowiciel korzystając z posiłków ruskich, uderzył na Mazowsze. Władający Mazowszem Masław (mazowiecki możnowładca) zginął podczas walki. Zaraz potem ponieśli klęskę Pomorzanie, ciągnący Masławowi na odsiecz. Obie dzielnice wróciły do jedności z Polską.

## Wydarzenia na świecie
- 5 stycznia – cesarz Henryk III i papież Klemens II przeprowadzili wspólnie synod w Rzymie, który obostrzył kary dla duchownych za symonię.
- 8 listopada – Benedykt IX rozpoczął po raz trzeci sprawowanie urzędu papieskiego.

## Urodzili się
- Judyta Maria Szwabska, cesarzówna, królowa Węgier, polska księżna (zm. 1092).

## Zmarli
- 9 października – Klemens II, papież (ur. ?)